# شهرستان ابس
ناحیهٔ ابس (به عربی: مدیریة عبس) در یمن است که در استان حجه واقع شده‌است.

## خصوصیات
منطقه ابس ۱۳۳٬۸۲۴ نفر جمعیت دارد.